# Cruja Šalevová
Cruja Šalevová (hebrejsky צרויה שלו‎, * 13. dubna 1959 Kineret) je izraelská spisovatelka, scenáristka, autorka poezie a dětské literatury, editorka. Její knihy byly přeloženy do mnoha jazyků a obdržely řadu ocenění.

## Život a dílo
Narodila se v kibucu Kinneret, vyrostla v Bejt Berl v literárním prostředí. Její otec Mordechaj Šalev patřil k významným osobnostem literární kritiky, byl také malíř, učitel umění a znalec Bible. Bratr je matematik Aner Šalev a její bratranec Me'ir Šalev patřil k významným izraelským spisovatelům. Během vojenské služby v letech 1979–1980 byla vojenským důstojníkem na zbrojařské škole a jako rotná u 1. praporu. Poté vystudovala biblická studia na Hebrejské univerzitě v Jeruzalémě. Po ukončení studia pracovala několik let jako redaktorka a editorka v nakladatelství Kešet. Je vdaná za publicistu a spisovatele Ejala Megeda, který je synem izraelského spisovatele a dramatika Aharona Megeda. Je členkou Women Wage Peace. Žije v Haifě.
V roce 2001 se zúčastnila Festivalu spisovatelů Praha, v roce 2004 měla přijet znovu, ale byla zraněna při teroristickém útoku na autobus v Jeruzalémě. Po jedenácti letech svou zkušenost promítla do knihy Bolest. V roce 2022 navštívila mimo jiné Mezinárodní literární festival v Berlíně.
Je autorkou sbírky poezie, kterou vydala roce 1989, dvou knih pro děti Jeled šel ima z roku 2001 a Tir'u et ha-jeled! z roku 2014. V roce 1993 vydala svůj první román Rakadti, amadti. Celosvětově ji proslavil druhý román z roku 1997 Chajej ahava, který byl německým listem Der Spiegel zařazen mezi dvacet nejlepších románů posledních čtyřiceti let. Podle románu napsaly Maria Schrader a Laila Stieler scénář k německo-izraelskému filmu pod názvem Liebesleben. Film režírovala Maria Schrader, byl uveden do kin v roce 2007 a získal dvě bavorské filmové ceny. Cruja Šalevová si ve filmu zahrála knihovnici. Román Ba'al ve-iša byl nominován v roce 2002 na francouzskou cenu Femina a byl zařazen do francouzského seznamu Fnac 200 nejlepších knih desetiletí. V roce 2005 vyšel román Thera, za román Še'erit ha-chajim získala v roce 2014 cenu Femina étranger. Román Ke'ev vyšel v roce 2015 a byl oceněn v roce 2019 švýcarskou cenou Jana Michalského za literaturu. V roce 2022 vyšel román Goral.
Je nositelkou zlaté a stříbrné ceny Asociace knižních nakladatelů, německé ceny International Corine Literary z roku 2001 za román Ba'al ve-iša, francouzské ceny Amphi za rok 2003 a trojnásobnou laureátkou Izraelské společnosti spisovatelů, skladatelů a hudebních producentů ACUM (1997, 2003, 2005). V roce 2007 získala francouzskou cenu Wizo, v roce 2012 byla oceněna německými novinami Die Welt cenou Welt Literaturpreis. V roce 2014 dostala Cenu předsedy vlády a v Itálii cenu Řím-Jeruzalém. Italskou cenu Adei-Wizo za román Bolest obdržela v roce 2017, v témže roce jí udělila francouzská vláda vyznamenání Rytíře Řádu umění a literatury.